# Aristias androgans
Aristias androgans is een vlokreeftensoort uit de familie van de Aristiidae. De wetenschappelijke naam van de soort werd in 1964 voor het eerst geldig gepubliceerd door Jerry Laurens Barnard.